# Priboj (Leskovac)
Priboj (Leskovac) (em cirílico: Прибој) é uma vila da Sérvia localizada no município de Leskovac, pertencente ao distrito de Jablanica, na região de Jablanica. A sua população era de 558 habitantes segundo o censo de 2002.

## Demografia
| 1948 | 1953 | 1961 | 1971 | 1981 | 1991 | 2002 | 2011 |
| ---- | ---- | ---- | ---- | ---- | ---- | ---- | ---- |
| 866  | 868  | 821  | 765  | 733  | 693  | 642  | 558  |